# Argiocnemis ensifera
Argiocnemis ensifera – gatunek ważki z rodziny łątkowatych (Coenagrionidae). Występuje w północnej części Nowej Gwinei oraz na sąsiedniej wyspie Yapen.